# B.O.Y
B.O.Y (em coreano: 비 오브 유, romanizado: Biobeuyu; acrônimo e pronunciado como B. Of You), anteriormente conhecido como Kim Kookheon x Song Yuvin (em coreano: 김국헌 x 송유빈), é um duo pop sul-coreano formado pela The Music Works em 2019, após o disband do boy group Myteen.

## Nome
O nome do grupo foi sugerido por internautas por meio de seu fancafe oficial e foi escolhido pelos membros.  Significa "Best of You" e "Both of You", referindo-se aos dois membros do B.O.Y, ou a dupla e seus fãs. Ele foi escolhido entre mais de 2.000 sugestões. 

## História

### 2016 – presente: Formação e Debut
Após a estreia solo de Yuvin em maio de 2016, a Music Works anunciou que iria estrear seu primeiro boygroup em 2017.  Myteen passou por menos de um ano de promoções pré-estreia por meio de várias performances de busking e um reality show.  Myteen fez sua estreia em julho de 2017 com o lançamento de seu extended play "Myteen Go!".  Em outubro de 2017, Kookheon participou do programa de sobrevivência Mix Nine e chegou ao final.  Myteen lançou seu extended play de segundo ano, "F;uzzle" em julho de 2018.  O septeto fez sua estreia no Japão em outubro de 2018 com a versão japonesa de "She Bad". 
De março de 2019 a julho de 2019, Kookheon e Yuvin participaram do programa de sobrevivência Produce X 101.  Kookheon foi eliminado durante o penúltimo episódio enquanto Yuvin alcançou o final, mas não conseguiu entrar no X1.  Em 8 de agosto, a Music Works anunciou que Kookheon e Yuvin lançariam um dueto juntos durante o mês.  Foi revelado em 19 de agosto que a dupla lançaria um single digital especial em 24 de agosto.  Uma edição física de "Blurry" foi lançada em 19 de setembro.  Após o disband de Myteen em 21 de agosto, a dupla se tornou um ato independente.  Eles realizaram seu primeiro fanmeeting "The Present" em 31 de agosto. 
Em novembro de 2019, o dueto tornou-se membro do elenco do programa de variedades All Together ChaChaCha.  Em 1 de novembro, sua agência anunciou que o dueto faria seu primeiro show intitulado "Dear, You" em 24-25 de dezembro, onde apresentariam as músicas de sua primeira extended play antes de seu lançamento no início de 2020.  Em 12 de novembro, Music Works revelou seu o nome oficial do time será B.O.Y.  Em 9 de dezembro, a Music Works anunciou que a dupla estava marcada para estrear em 7 de janeiro de 2020.  A partir de 23 de dezembro em diante, o grupo começou a fazer sua primeira extended play "Phase One: You" e revelou a tracklist do álbum em 31 de dezembro, incluindo a própria dos membros - faixa composta "Starlight".  A dupla fez sua estréia no palco no episódio de 2 de janeiro no M! Countdown da Mnet. 
Em 1º de setembro de 2020, o grupo anunciou que voltaria com sua segunda extended play, "Phase Two: We" e sua faixa-título "Miss You" (보고 싶다) em 15 de setembro de 2020. 
Em 5 de dezembro, B.O.Y apareceu no programa de televisão sul-coreano "Immortal Songs: Singing the Legend". Eles fizeram um cover de ID; Peace B da cantora BoA ao lado de Na Haeun e ganharam o episódio com base na votação de 20 juízes. Esta vitória fez deles o segundo grupo da quarta geração (depois de ATEEZ) a vencer no programa, e o sétimo grupo ídolo geral.

## Discografia

### Extended plays
| Título          | Detalhes do álbum                                                                                            | Melhores posições nas paradas | Vendas        |
| Título          | Detalhes do álbum                                                                                            | KOR                           | Vendas        |
| --------------- | --- | ----------------------------- | ------------- |
| Phase One : You | - Lançado: 7 de janeiro de 2020 - Gravadora: The Music Works, Genie Music - Formatos: CD, download digital   | 6                             | - KOR: 13,065 |
| Phase Two : We  | - Lançado: 15 de setembro de 2020 - Gravadora: The Music Works, Genie Music - Formatos: CD, download digital | TBA                           | TBA           |

### Singles
| Título                                                                                 | Ano  | Melhores posições nas paradas | Melhores posições nas paradas | Vendas            | Álbum            |
| Título                                                                                 | Ano  | KOR Gaon                      | KOR Gaon                      | Vendas            | Álbum            |
| Título                                                                                 | Ano  | Digital                       | Álbum                         | Vendas            | Álbum            |
| -------------------------------------------------------------------------------------- | ---- | ----------------------------- | ----------------------------- | ----------------- | ---------------- |
| "Blurry"                                                                               | 2019 | —                             | 11                            | - KOR: 3,988 (CD) | Non-album single |
| "My Angel"                                                                             | 2020 | —                             | *                             |                   | Phase One : You  |
| "Clock" (시계바늘)                                                                     | 2020 | —                             | *                             |                   | Phase One : You  |
| "Miss You" (보고싶다)                                                                  | 2020 | TBA                           | *                             |                   | Phase Two : We   |
| "—" indica lançamentos que não foram registrados ou não foram lançados naquela região. |      |                               |                               |                   |                  |

## Filmografia

### Shows de televisão
| Data | Título                 | Função | Rede     | Nota   |
| ---- | ---------------------- | ------ | -------- | ------ |
| 2019 | All Together ChaChaCha | Elenco | SBS Plus | [ 26 ] |
| 2020 | Honey Song Trip        | Elenco | Seezn    | [ 27 ] |

## Concertos

### Concertos principais
- Dear, You (2019) [17]
- Best of You (2020)

### Fanmeetings
- The Present (2019) [16]
- 1st Fanmeeting in Japan (2020) [28]